# Фармацевтическая промышленность Великобритании

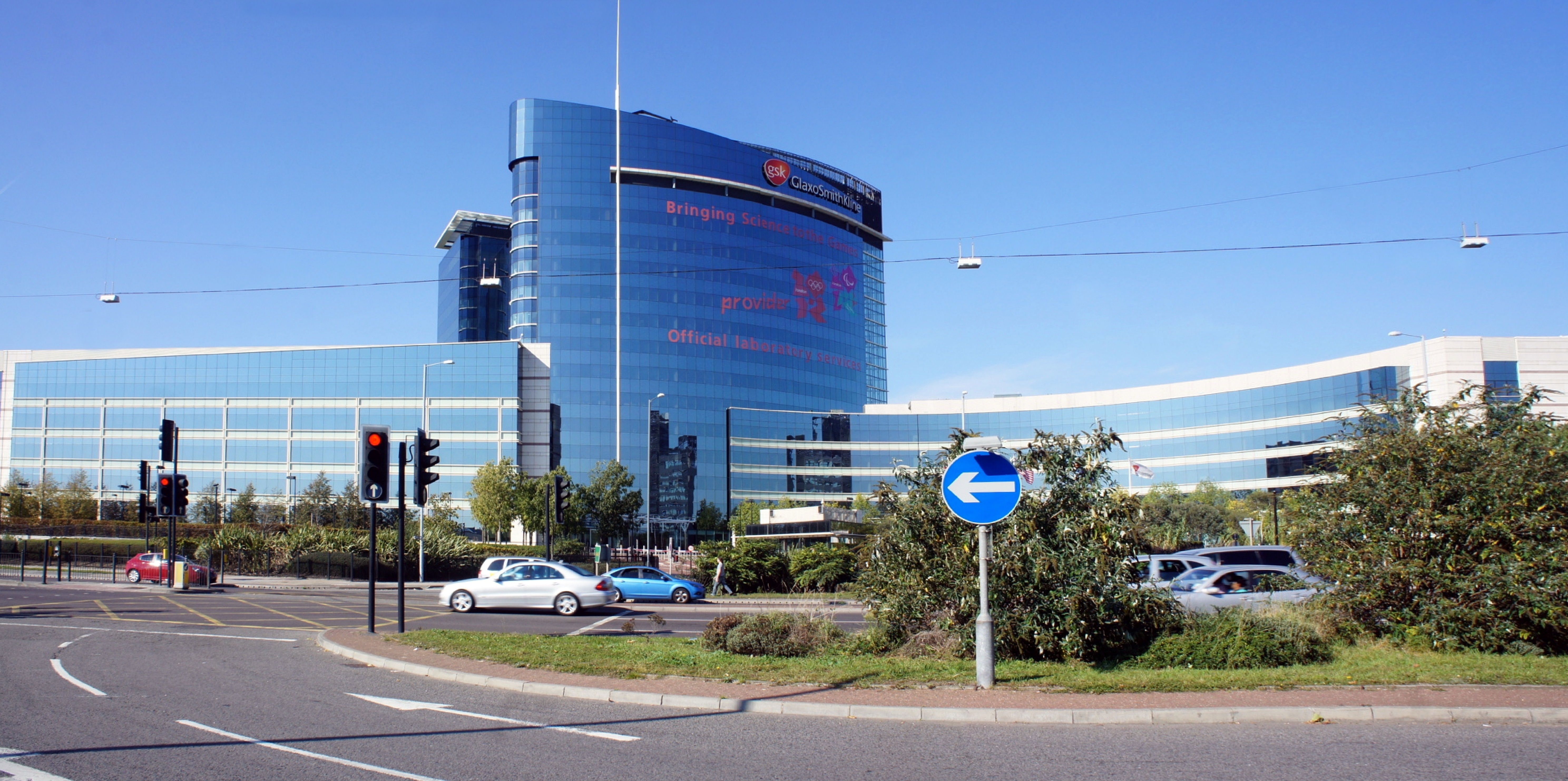
Штаб-квартира GlaxoSmithKline в Брентфорде, Лондон.

В фармацевтической промышленности Соединенного Королевства непосредственно занято около 73 000 человек, и в 2007 году ее вклад в ВВП Великобритании составил 8,4 миллиарда фунтов стерлингов, а в исследования и разработки было вложено в общей сложности 3,9 миллиарда фунтов стерлингов. В 2007 году экспорт фармацевтической продукции из Великобритании составил 14,6 миллиарда фунтов стерлингов, в результате чего положительное сальдо торгового баланса фармацевтической продукции составило 4,3 миллиарда фунтов стерлингов.
В 2017 году количество занятых в фармацевтике в Великобритании, составляло 73 000 человек, по сравнению с 114 000 в 2015 году в Германии, 92 000 в 2014 году во Франции и 723 000 в Европейском союзе в целом. В США по состоянию на 2016 год в фармацевтической промышленности работало 281 440 человек.
В Великобритании расположены компании «GlaxoSmithKline» и «AstraZeneca», занимающие, соответственно, пятое и шестое место в мире по величине фармацевтических компаний по рыночной доле в 2009 году. В Великобритании также находится офис транснациональной компании «Hikma Pharmaceuticals». Иностранные компании, ведущие свою деятельность в фармацевтической промышленности Великобритании, включают «Pfizer», «Novartis», «Hoffmann – La Roche» и «Eisai». Каждый пятый из самых продаваемых в мире рецептурных препаратов был разработан в Великобритании.

## История

### 19-й век
В 1833 году Джон Дункан и Уильям Флокхарт стали партнерами в компании «Дункан, Флокхарт и компания» и начали производство лекарств в Эдинбурге. В 1847 году Флокхарт снабдил Джеймса Янга Симпсона хлороформом для его анестезиологического эксперимента, и его начали использовать в акушерстве. Он был выставлен в Лондоне в 1851 году, доставлено Флоренс Найтингейлу и получило королевское одобрение, а к 1895 году использовалось 750 000 доз в неделю. Фирма росла, но в конечном итоге слилась с организацией «Glaxo».
В 1842 году Томас Бичем основал компанию по производству слабительных таблеток Beecham's Pills, которая позже стала «Beecham Group». К 1851 году британские компании, занимающиеся патентной медициной, имели совокупный внутренний доход около 250 000 фунтов стерлингов]. В 1859 году Бичем открыл первую в Великобритании фабрику современных лекарств на острове Сент-Хеленс. В сентябре 1880 года Генри Велком и Сайлас Берроуз заключили партнерство и открыли офис в Сноу-Хилл в центре Лондона. Лондонское общество оптовой торговли лекарствами и химической защитой было сформировано в 1867 году, которое в 1891 году стало Лекарственным клубом, предшественником нынешней Ассоциации британской фармацевтической промышленности (ABPI). В 1883 году «Burroughs Wellcome & Co.» открыла свою первую фабрику в Белл-Лейн-Уорф в  Уондсуэрте, используя оборудование для производства таблеток из прессованных лекарств, приобретенное у «Wyeth» из США. В 1898 году «Burroughs Wellcome & Co.» открыла свой первый зарубежный филиал в Сиднее. 

### 20-й век
В 1908 году в Лондоне было основано отделение Glaxo «Joseph Nathan and Co.». В 1947 году «Glaxo Laboratories Ltd» поглотила «Joseph Nathan and Co.» и в том же году была зарегистрирована на Лондонской фондовой бирже. Чтобы соответствовать действовавшим в то время в Великобритании правилам в отношении ввоза лекарств, «Pfizer» осенью 1952 года открыла предприятие по производству рецептур в Фолкстоне, Кент. С целью расширения своей деятельности в Кенте,в 1954 году «Pfizer» приобрела участок площадью 80 акров на окраине Сануиджа. В 1958 году «Glaxo» приобрела «Allen and Hanburys Ltd.». В 1962 году «Glaxo» приобрела «EPI», которая была преемницей компаний «Duncan, Flockhart and Company» и «Macfarlan Smith». В 1981 году Бичем начал производство препарата для лечения бактериальной инфекции Augmentin (амоксициллин/клавуланат калия); противоязвенное лечение Zantac (Ранитидин) было запущено «Glaxo»; а противовирусное лечение герпеса Zovirax (Ацикловир) было запущено компанией «Wellcome».
В 1991 году компания «SmithKline Beecham» выпустила на рынок Seroxat/Paxil (Пароксетин). В июне 1993 года «Imperial Chemical Industries» отделила свои фармацевтические и агрохимические предприятия, образовав «Zeneca Group plc.». В 1995 году «Glaxo» открыла крупный научно-исследовательский центр в Стивенидж, построенный на сумму 700 миллионов фунтов стерлингов. В марте 1995 года компания «Glaxo» приобрела «Wellcome» за 9 миллиардов фунтов стерлингов, в результате чего образовалась компания «Glaxo Wellcome», что стало крупнейшим слиянием в корпоративной истории Великобритании на сегодняшний день. В апреле 1995 года «BASF» завершила сделку по приобретению фармацевтического отделения «The Boots Company». В 1997 году «SmithKline Beecham» открыл новый крупный исследовательский центр в научном парке New Frontiers в Харлоу, Эссекс. В 1999 году «Zeneca Group plc.» и шведская компания «Astra AB» объединились в «AstraZeneca plc.». «Glaxo Wellcome» и «SmithKline Beecham» объявили о своем намерении слиться в январе 2000 года, слияние завершилось в декабре того же года, в результате чего образовалась «GlaxoSmithKline plc.».

### 21-й век
В феврале 2001 года в Хоршеме открылся «Центр респираторных исследований Новартис», крупнейший в мире единый центр респираторных исследований. В мае 2006 года «AstraZeneca» за 702 миллиона фунтов стерлингов согласилась купить «Cambridge Antibody Technology», тогда крупнейшую британскую биотехнологическую компанию. В апреле 2007 года «AstraZeneca» согласилась приобрести американскую биотехнологическую компанию «MedImmune» за $15,6 млрд.. В апреле 2009 года «GlaxoSmithKline» согласилась приобрести «Stiefel Laboratories», в то время крупнейшую в мире независимую дерматологическую компанию, за $3,6 миллиарда. В июне 2009 года «Eisai» открыл новый крупный научно-исследовательский и производственный центр в Хатфилде, построенный на сумму более 100 миллионов фунтов стерлингов. В ноябре 2009 года «GlaxoSmithKline» и «Pfizer» объединили свои отделения по СПИДу в одну лондонскую компанию «ViiV Healthcare». 1 февраля 2011 года «Pfizer» объявила, что в течение 18–24 месяцев закрывает весь свой научно-исследовательский центр в Сануидже, с потерей 2400 рабочих мест в рамках общекорпоративного плана по сокращению расходов на исследования и разработки.
В марте 2013 года «AstraZeneca» объявила о планах крупной корпоративной реструктуризации, включая закрытие научно-исследовательских и опытно-конструкторских работ в парке Олдерли, инвестиции в размере $500 миллионов в строительство нового центра исследований и разработок в Кембридже, и перенос штаб-квартиры компании из Лондона в Кембридж в 2016 году.
Объем финансирования, полученного британскими медико-биологическими компаниями, в 2014 году достиг 10-летнего максимума.